# サン・セバスティアン国際ジャズ・フェスティバル
ジャサルディア（Jazzaldia）またはサン・セバスティアン国際ジャズ・フェスティバル（英語: San Sebastian Jazz Festival）は、スペイン・サン・セバスティアンで開催されるジャズ・フェスティバル。毎年7月第3週に5日間にわたって行われる。
正式名称はスポンサーのハイネケンを冠したハイネケン・ジャサルディア(Heineken Jazzaldia)。主催はサン・セバスティアン市、後援はバスク州政府とギプスコア県政府。現在のディレクターはミゲル・マルティン。

## 歴史
ビスケー湾に面したサン・セバスティアンは19世紀後半から国際的な観光リゾート地としての性格を帯びるようになり、風光明美な景観、歴史性、バスク料理の美食文化（ガストロノミー）などが観光客の注目を集めていた。さらなる国内外での注目度向上のために1953年にはサン・セバスティアン国際映画祭が初開催され、1966年にサン・セバスティアン国際ジャズ・フェスティバルが初開催された。ジャサルディアはスペイン最古のジャズ・フェスティバルであり、ヨーロッパでももっとも歴史のあるジャズ・フェスティバルのひとつである。ヨーロッパ最古のジャズ・フェスティバルは南フランスのアンティーブで開催されるジャズ・ア・ジュアン（1960年初開催）であるとされ、ジャサルディアと同じ1966年にはスイスのモントルーでモントルー・ジャズ・フェスティバルが初開催されている。同じバスク地方では、サン・セバスティアン国際ジャズ・フェスティバルの直前の7月前半にビトリア＝ガステイスでも国際ジャズ・フェスティバルが開催されている。
1966年9月10日と11日にジャサルディアが初開催された。1967年には開催時期が7月に変更され、今日に至っている。当初のジャサルディアはアマチュアグループのための国際コンテストであり、プロはミッキー・ベイカーだけだった。フェスティバルのメイン会場には、防壁の解体から100年を記念して1963年に建築家のペーニャ・ガンチェギによって築かれたトリニダ広場が選ばれた。この広場は旧市街の心臓部にあたり、サン・テルモ博物館、サンタ・マリア大聖堂、モンテ・ウルグル、情緒ある建造物に挟まれた魅力的な広場である。トリニダ広場はジャサルディアの神髄を具現化しており、アーティストと観衆の距離がとても近かったが、1970年代中ごろにはジャズ界の重鎮がジャサルディアでパフォーマンスを行うようになり、より広い場所が必要となったため、メイン会場がベロドローム（自転車競技場）やスポーツアリーナに移った。この頃まではメインストリームやトラディショナルな様式のジャズやブルースを指向し、ミルト・バックナー、ジョー・ジョーンズ、キャブ・キャロウェイ、ジョン・リー・フッカー、マディ・ウォーターズなどのアーティストを迎えた。1974年と1977年にはチャールズ・ミンガスが記憶に残るパフォーマンスを見せてからは現代的なプログラムに修正された。1980年代や1990年代のスペインではジャサルディアへの関心が高まり、1981年にベロドロームで行われたチック・コリアのコンサートは15,000人の観衆を集めたが、この時期には各地で類似の音楽祭が行われるようになり、年月の経過とともに観衆の数が減少した。1992年、主催者はフェスティバル発祥の地であるトリニダ広場に戻る決定を下し、ベロドロームを会場から外した。

## 内容
サン・セバスティアン市街地に点在する12会場で計100ステージが行われる。有料のコンサートと無料のコンサートがあるが、サン・セバスティアン市、ギプスコア県政府、バスク州政府から資金援助を受けているため、著名アーティストの有料のコンサートでもチケットは破格値である。室内で行われるコンサートと屋外で行われるコンサートがある。ラ・スリオラ海岸で行われるコンサートやクルサール国際会議場・公会堂のテラスで行われるコンサートが一番人気である。2013年は約155,000人の聴衆を集めた。会場は、トリニダ広場、クルサール国際会議場・公会堂のホールとテラス、ビクトリア・エウヘニア劇場、ビクトリア・エウヘニア・クラブ、サン・テルモ博物館、ラ・スリオラ海岸、コカ・コーラ広場、クラブ・ナウティコ、アルチェリ・ジャズ・クラブ、エウレカ科学博物館、バスク料理センターなどである。

### 会場

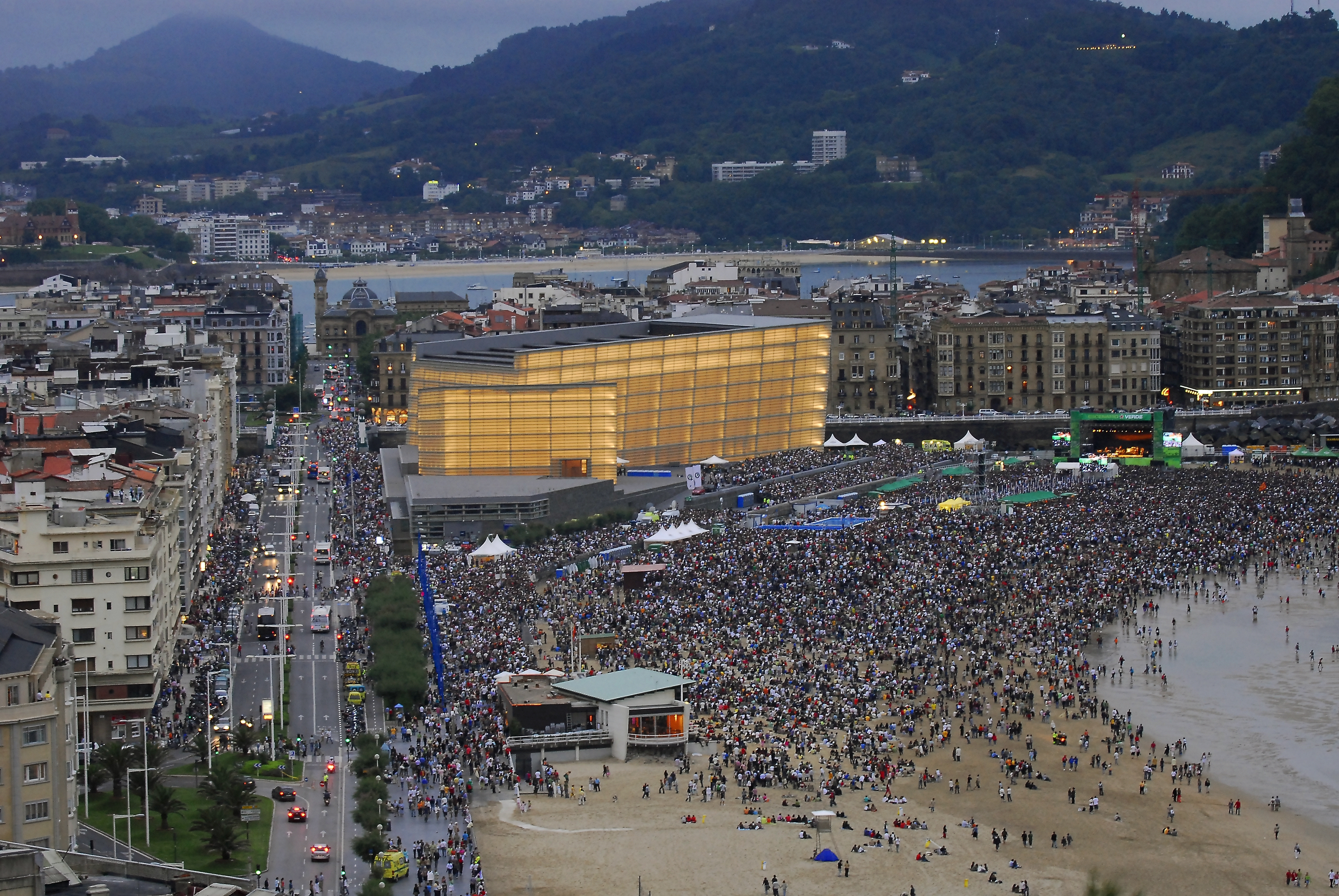
クルサールとグリーンステージ

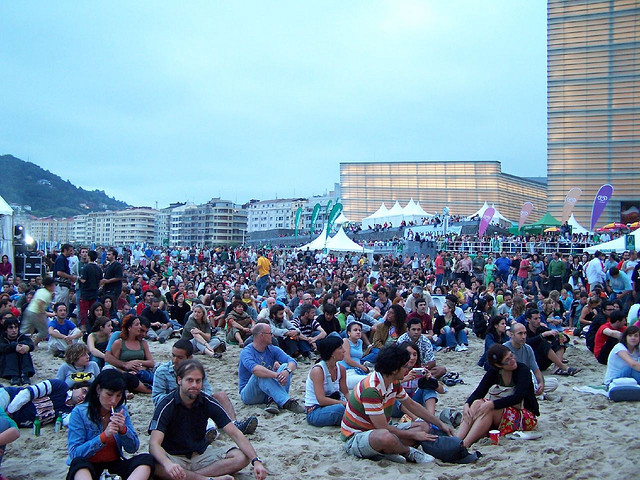
海岸でコンサートを楽しむ観客とクルサール（奥）

トリニダ広場は旧市街の心臓部にあり、1966年の初開催以来ジャサルディアの中心地である。サンタ・マリア大聖堂とサン・テルモ博物館に挟まれたトリニダ広場では、何人ものジャズ界の大物がパフォーマンスをおこなってきた。クルサールのメインホールは1,800座席であり、大規模なオーケストラなどにも使用できるが、独奏会にはもっともふさわしい。イタリアンスタイルのビクトリア・エウヘニア劇場は2001年から2007年に修復作業が行われ、2012年に開場100周年を迎えた。座席数は888席に削減され、アーティストと観客席との間に一体感を生んでいる。劇場にはジャサルディアの本部が置かれている。ジャズクラブのビクトリア・エウヘニア・クラブは約150人を収容。16世紀に建設されたサン・テルモ博物館はサン・セバスティアン最古の建築物のひとつであり、修復と増築工事後の2011年に再開館した。
浜辺のグリーンステージは若い観客にもっとも人気があり、観客数には制限がない。このステージのコンサートは無料で行われ、砂浜は毎晩多くの観客でごった返す。2006年のボブ・ディランのコンサートは83,000人を集め、2013年のジェイミー・カラムのコンサートは50,000人を集め、2011年のB.B.キングのコンサートは41,000人を集め、2010年のパティ・スミスのコンサートは20,000人を集め、2008年のボビー・マクファーリンとオルフェオン・ドノスティアラのコンサートは18,000人を集めた。フリゴ・スペースは海に面したクルサールのテラスのひとつであり、様々な年代向けの様々なプログラムが組まれている。19時以降のフリゴ・スペースは無料となる。ハイネケン・テラスはラ・スリオラ海岸を眺められるクルサールのテラスのひとつであり、人工芝に座ったり寝そべったりしてカジュアルな雰囲気でコンサートを楽しむことができる。ラ・スリオラ海岸やクルサールのテラスに隣接したラ・スリオラ広場には、新進気鋭のアーティストのためのコカ・コーラ・スペースがある。
ラ・コンチャ海岸や港から近いクラブ・ナウティコのテラス（ナウティクール）はもっとも絵になる場所のひとつであり夕日が美しい。ゆったりとしたプログラムが組まれ、夕方から明け方までアーティストと観客の距離感が近いコンサートが行われる。老舗のアルチェリ・ジャズ・クラブでは一年中ジャズコンサートが行われているが、ジャサルディア中には真夜中にコンサートが行われる。エウレカ科学博物館（プラネタリウム）ではイメージを加えたコンサートが開催される。2011年にはモンドラゴン大学の一施設であるバスク料理センターが竣工し、ジャサルディアでもっとも新しいステージとなった。

## ジャサルディア賞（名誉賞）
1994年以降、フェスティバル中に傑出したパフォーマンスを見せた人物に対してジャサルディア賞（名誉賞）が与えられている。この賞はそのアーティストのジャズ界への貢献と下の世代のミュージシャンへの影響を認めて与えられるものである。初回の1994年にはドク・チータムが受賞した。2003年にはベボ・バルデスがアメリカ合衆国以外のアーティストとして初受賞し、2004年にはシャーリー・ホーンが女性として初受賞した。2014年には穐吉敏子が日本人初受賞者・2人目の女性受賞者となった。
- 1994年 :  ドク・チータム
- 1995年 :  フィル・ウッズ
- 1996年 :  ハンク・ジョーンズ
- 1997年 :  スティーヴ・レイシー
- 1998年 :  チック・コリア
- 1999年 :  マックス・ローチ、 クラーク・テリー
- 2000年 :  ケニー・バロン
- 2001年 :  レイ・ブラウン
- 2002年 :  エルヴィン・ジョーンズ
- 2003年 :  ベボ・バルデス
- 2004年 :  シャーリー・ホーン、 フェルナンド・トルエバ
- 2005年 :  キース・ジャレット、 チャールズ・ミンガス
- 2006年 :  ハービー・ハンコック
- 2007年 :  ウェイン・ショーター
- 2008年 :  アーマッド・ジャマル
- 2009年 :  ロイ・ヘインズ
- 2010年 :  ロン・カーター
- 2011年 :  トゥーツ・シールマンス
- 2012年 :  ジミー・コブ、 ピエール・ラフォン
- 2013年 :  リー・コニッツ、 Juan Claudio Cifuentes
- 2014年 :  穐吉敏子
- 2015年 :  ベニー・ゴルソン
- 2016年 :  エリス・マルサリス
- 2017年 :  チャールズ・ロイド
- 2018年 :  メリー・スターリングス、 ミシェル・ポルタル
- 2019年 :  ジョン・ゾーン
- 2020年 :  ホルヘ・パルド、 チャノ・ドミンゲス、 イナキ・サルヴァドール
- 2021年 :  チューチョ・バルデース、ラ・ロコモトラ・ネグラ
- 2022年 :  アミナ・クローディン・マイアーズ、 ムラトゥ・アスタトゥケ
- 2023年 :  アブドゥーラ・イブラヒム、 エンリコ・ラヴァ、 山下洋輔

## 出版物
- TORQUEMADA, Jesús. 40 Años/ Urte Jazzaldia Festival de Jazz Donostia-San Sebasián. Donostia-San Sebastián: Donostiako Jazzaldia-Festival de Jazz de San Sebastián, 2004.ISBN 84-609-5730-6